# Трес-Маріас (мікрорегіон)

Трес-Маріас на карті штату Мінас-Жерайс

Трес-Маріас (порт. Microrregião de Três Marias) — мікрорегіон в Бразилії, входить в штат Мінас-Жерайс. Складова частина мезорегіону Центр штату Мінас-Жерайс. Населення становить 95 900 чоловік на 2006 рік. Займає площу 10 509,238 км². Густота населення — 9,1 чол./км².

## Склад мікрорегіону
До складу мікрорегіону включені наступні муніципалитети:
1. Абаете
2. Бікіньяс
3. Седру-ду-Абаете
4. Морада-Нова-ді-Мінас
5. Пайнейрас
6. Помпеу
7. Трес-Маріас

| Бразилія | Це незавершена стаття з географії Бразилії. Ви можете допомогти проєкту, виправивши або дописавши її. |